# Piano Concerto No. 20 (Mozart)
Piano Concerto số 20, cung Rê thứ, K. 466 là bản concerto cho piano của nhà soạn nhạc người Áo Wolfgang Amadeus Mozart. Tác phẩm được hoàn thành và trình diễn lần đầu tiên vào tháng 2 năm 1785. Khi đó Mozart đang trong thời kỳ đỉnh cao, nổi tiếng với tư cách vừa là nhà soạn nhạc, vừa là nghệ sĩ biểu diễn. Đây là một trong số ít tác phẩm được viết ở giọng Rê thứ (trong số ít đó có thể kể đến màn 2, cảnh 24 của vở opera Don Giovanni khi Don Giovanni bị đày xuống địa ngục và bản Requiem nổi tiếng) và cũng là một trong số ít các bản concerto dành cho piano mà Mozart viết ở giọng thứ. Tác phẩm như theo truyền thống gồm có 3 chương:
- Chương một thoáng hiện lên những nét nhạc u uẩn đầy kịch tích mà về sau Mozart thường sử dụng cho những tác phẩm cuối đời của mình, đoạn khởi đầu được áp dụng kỹ thuật đảo phách ắt hẳn đã khiến khán giả thời đó phải ngỡ ngàng. Phần trình diễn của dàn nhạc và piano kết hợp những nét nhạc kỳ bí với sự bùng nổ mãnh liệt, theo đó thể hiện phần lớn những chất liệu giai điệu được sử dụng cho toàn bộ chương nhạc.
- Chương hai - viết ở giọng Si giáng trưởng, còn gọi là “Romanza” - một trong những khúc nhạc dịu êm và nên thơ nhất của Mozart, giữa chừng ngắt đoạn bởi khúc nhạc dữ dội ở giọng thứ.
- Chương cuối là khúc rondo, bão táp một lần nữa trở lại, tuy vậy cũng đượm vẻ nên thơ hơn so với chương một. Những hiệu ứng được sử dụng xen kẽ giúp giảm bớt sự gay gắt của chủ đề chính vốn quá bốc lửa và góc cạnh, Sau đoạn cadenza, tác phẩm lên tới cao trào và kết thúc ở giọng Rê trưởng.